# Wimbledon Open
Die Wimbledon Open, auch als Wimbledon International bekannt, sind offene internationale Meisterschaften im Badminton in England. Sie sind nach den All England eines der hochrangigsten Badmintonturniere in England. Sie wurden erstmals Mitte des 20. Jahrhunderts ausgetragen. Mit der Ausrichtung mehrerer internationaler Titelkämpfe wird deutlich, welche Bedeutung dem Badmintonsport in England beigemessen wird.

## Sieger
| Jahr      | Herreneinzel           | Dameneinzel       | Herrendoppel                      | Damendoppel                        | Mixed                              |
| --------- | ---------------------- | ----------------- | --------------------------------- | ---------------------------------- | ---------------------------------- |
| 1948      | Noel B. Radford        |                   |                                   |                                    |                                    |
| 1949      | David Choong           |                   | Peter Birtwistle Kenneth Greasley |                                    | David Choong Evelyn Windsor-Aubrey |
| 1950      | Eddy Choong            | Amy Choong        | Eddy Choong David Choong          | Queenie Webber Betty Uber          | David Choong Evelyn Windsor-Aubrey |
| 1951      | Eddy Choong            |                   |                                   |                                    |                                    |
| 1952      | Eddy Choong            |                   |                                   |                                    |                                    |
| 1953      | Eddy Choong            | Judy Devlin       |                                   |                                    |                                    |
| 1954      | Eddy Choong            | Judy Devlin       | Eddy Choong David Choong          |                                    |                                    |
| 1955      | David Choong           |                   |                                   |                                    |                                    |
| 1956      | Eddy Choong            | Heather Ward      | Heah Hock Aun Heah Hock Heng      | Iris Rogers June Timperley         | Tony Jordan Iris Rogers            |
| 1957      | David Choong           | Iris Rogers       | John Best Tony Jordan             | Iris Rogers June Timperley         | Tony Jordan Iris Rogers            |
| 1958      | Oon Chong Teik         | Heather Ward      | Oon Chong Teik Oon Chong Jin      | Iris Rogers June Timperley         | John Best June Timperley           |
| 1959 1962 | keine Daten            | keine Daten       | keine Daten                       | keine Daten                        | keine Daten                        |
| 1963      | Lee Kin Tat            |                   |                                   |                                    |                                    |
| 1964      | Robert McCoig          | Ursula Smith      | Tony Jordan Robert McCoig         |                                    |                                    |
| 1965      | Colin Beacom           | Judy Hashman      |                                   |                                    |                                    |
| 1966      | Lee Kin Tat            |                   |                                   |                                    |                                    |
| 1967 1969 | keine Daten            | keine Daten       | keine Daten                       | keine Daten                        | keine Daten                        |
| 1970      | Ray Sharp              | Margaret Beck     | Elliot Stuart David Horton        | Nora Gardner Tyna Barinaga         | Robert McCoig Tyna Barinaga        |
| 1971      | Derek Talbot           | Margaret Beck     | Elliot Stuart Derek Talbot        | Judy Hashman Helen Horton          |                                    |
| 1972 1979 | keine Daten            | keine Daten       | keine Daten                       | keine Daten                        | keine Daten                        |
| 1980      | Philip Sutton          | Sherry Liu        | Ryan Rofe Kim Heng Yong           | Mary Leeves Sara Leeves            | Peter Emptage Andrea Stretch       |
| 1981      | Paul Whetnall          | Helen Troke       | Duncan Bridge Martin Dew          | Barbara Beckett Gillian Clark      | Martin Dew Linda Gardner           |
| 1982 1990 | keine Daten            | keine Daten       | keine Daten                       | keine Daten                        | keine Daten                        |
| 1991      | Poul-Erik Høyer Larsen | Elena Rybkina     | Nick Ponting Dave Wright          | Julie Bradbury Gillian Clark       | Andy Goode Gillian Gowers          |
| 1992      | Darren Hall            | Fiona Smith       | Nick Ponting Dave Wright          | Marina Andrievskaia Elena Rybkina  | Dave Wright Sara Sankey            |
| 1993      | Sun Jun                | Ge Fei            | Simon Archer Chris Hunt           | Ge Fei Gu Jun                      | Chris Hunt Joanne Goode            |
| 1994      | Andrei Antropow        | Marina Jakuschewa | Andrei Antropow Nikolai Sujew     | Irina Jakuschewa Marina Jakuschewa | John Quinn Joanne Muggeridge       |
| 1995      | Peter Knowles          | Marina Yakusheva  | John Quinn Chris Hunt             | Eline Coene Erica van den Heuvel   | Ian Pearson Joanne Davies          |
| 1996 2007 | keine Daten            | keine Daten       | keine Daten                       | keine Daten                        | keine Daten                        |
| 2008      | Kenn Lim               | Anita Raj Kaur    | Andrew Ellis Dean George          | Jenny Wallwork Gabrielle White     | Robin Middleton Gabrielle White    |
| 2009      | Ben Beckman            | Panuga Riou       | Tom Armstrong Chris Roe           | Katherine Cooper Kelly Holdway     | Joel Gayle Caroline Westley        |
| seit 2010 | keine Daten            | keine Daten       | keine Daten                       | keine Daten                        | keine Daten                        |